# Łabapa
Łabapa (deutsch Labab) ist ein kleiner Ort in der polnischen Woiwodschaft Ermland-Masuren, der zur Stadt- und Landgemeinde Węgorzewo (Angerburg) im Powiat Węgorzewski (Kreis Angerburg) gehört.

## Geographische Lage
Łabap liegt am Nordwestufer des Jezioro Łabap (deutsch Lababsee) im Nordosten der Woiwodschaft Ermland-Masuren. Bis zur Kreisstadt Węgorzewo (Angerburg) sind es zwölf Kilometer in nordöstlicher Richtung.

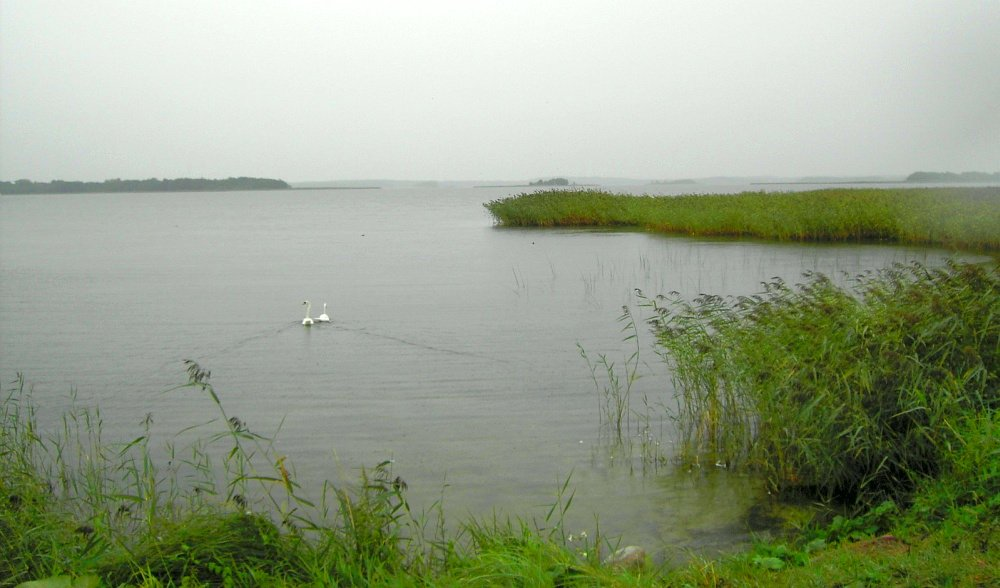
Blick auf den Lababsee (Jezioro Łabap)

## Geschichte
Labab war vor 1945 ein sehr großes Vorwerk und war 1565 gegründet worden. Als Wohnplatz gehörte der kleine Ort zu Groß Steinort (ab 1928 Steinort, polnisch Sztynort) im gleichnamigen Amtsbezirk im Kreis Angerburg im Regierungsbezirk Gumbinnen der preußischen Provinz Ostpreußen. Nicht ganz zwei Kilometer weiter östlich des Ortes lag – mit seiner Windmühle weithin sichtbar – der Wohnplatz Mühle Labab, der heute nicht mehr existiert.
Labab kam 1945 in Kriegsfolge mit dem gesamten südlichen Ostpreußen zu Polen und trägt seitdem die polnische Namensform „Łabapa“. Heute ist der kleine Ort Teil der Stadt- und Landgemeinde Węgorzewo im Powiat Węgorzewski. Vor 1998 war er der Woiwodschaft Suwałki zugehörig, seither der Woiwodschaft Ermland-Masuren.

## Religionen
Vor 1945 war Labab in die evangelische Kirche Rosengarten in der Kirchenprovinz Ostpreußen der Kirche der Altpreußischen Union und in die katholische Kirche Zum Guten Hirten in Angerburg im damaligen Bistum Ermland eingepfarrt. 
Heute gehört Łabapa zur katholischen Pfarrei Radzieje im Bistum Ełk (Lyck) der Römisch-katholischen Kirche in Polen sowie zur evangelischen Kirchengemeinde in Węgorzewo, einer Filialgemeinde der Pfarrei in Giżycko (Lötzen) in der Diözese Masuren der Evangelisch-Augsburgischen Kirche in Polen.

## Verkehr
Łabapa liegt unmittelbar am Seeufer und ist über eine Nebenstraße von Stawiska (Stawisken, 1938 bis 1945 Teichen) aus zu erreichen. Außerdem führt ein Landweg von Sztynort (Groß Steinort, 1928 bis 1945 Steinort) nach hier. 
Die nächste Bahnstation ist Kamionek Wielki (bis 1928 bahnamtlich „Groß Steinort“, danach „Steinort“ genannt) an der allerdings nicht mehr regulär betriebenen Bahnstrecke Kętrzyn–Węgorzewo (Rastenburg–Angerburg).